# Morgenitz
Morgenitz – dzielnica (niem. Ortsteil) niemieckiej gminy Mellenthin, w kraju związkowym Meklemburgia-Pomorze Przednie, w powiecie Vorpommern-Greifswald, na wyspie Uznam. Do 2005 roku samodzielna gmina.
Obszar Morgenitz zamieszkały były już między 7000 a 4500 rokiem p.n.e., e świadczą o tym znalezione tu kamienne narzędzia oraz grobowce z tamtego okresu.
Główną atrakcją miejscowości jest kompleks tutejszej parafii – XV-wieczny, gotycki kościół otoczony cmentarzem oraz zabytkowa, ceglana plebania.